# New Town (Dakota del Nord)
New Town è un centro abitato (city) degli Stati Uniti d'America, situato nella Contea di Mountrail nello Stato del Dakota del Nord. Nel censimento del 2000 la popolazione era di 1.367 abitanti. La città è stata fondata nel 1953, per sostituire la località di Sanish che venne abbandonata per fare spazio al Lago Sakakawea.

## Geografia fisica
Secondo i rilevamenti dell'United States Census Bureau, la località di New Town si estende su una superficie di 1,70 km², tutti occupati da terre.

## Popolazione
Secondo il censimento del 2000, a New Town vivevano 1.367 persone, ed erano presenti 318 gruppi familiari. La densità di popolazione era di 785 ab./km². Nel territorio comunale si trovavano 512 unità edificate. Per quanto riguarda la composizione etnica degli abitanti, il 29,63% era bianco, lo 0,15% era afroamericano, il 66,86% era nativo, lo 0,29% proveniva dall'Asia e lo 0,15% proveniva dall'Oceano Pacifico. Lo 0,07% apparteneva ad altre razze, mentre il 2,85% apparteneva a due o più.
Per quanto riguarda la suddivisione della popolazione in fasce d'età, il 30,7% era al di sotto dei 18, il 9,9% fra i 18 e i 24, il 26,3% fra i 25 e i 44, il 20,4% fra i 45 e i 64, mentre infine il 12,7% era al di sopra dei 65 anni di età. L'età media della popolazione era di 33 anni. Per ogni 100 donne residenti vivevano 88,8 maschi.